# モロー郡 (オハイオ州)
モロー郡（英: Morrow County）は、アメリカ合衆国オハイオ州の中央部に位置する郡である。2010年国勢調査での人口は34,827人であり、2000年の31,628人から10.1%増加した。郡庁所在地はマウントギリアド村（人口3,660人）であり、同郡で人口最大の村でもある。2000年の国勢調査で、郡内マウントギリアド村の東にオハイオ州の人口重心があった。
モロー郡はコロンバス大都市圏に属している。

## 歴史
モロー郡となった地域は、ショーニー族インディアンが狩猟用で使っていた。19世紀初期に白人開拓者が入ってきた。モロー郡は1848年に、隣接する4郡の一部を合わせて設立され、郡名は1822年から1826年までオハイオ州知事を務めたジェレマイア・モローに因んで名付けられた。
モロー郡出身の著名人として下記のような人々がいる。
- ウォレン・ハーディング、第29代アメリカ合衆国大統領、郡北東部のブルーミンググローブ近くで生まれた
- リチャード・ディリンガム、クエーカー教徒の奴隷制度廃止運動家、ペルー郡区で生まれた
- フランク・W・ガンサウラス、牧師、著述家、教育者、チェスタービルで生まれた
- ドーン・パウェル、作家、マウントギリアドで生まれた

## 地理
アメリカ合衆国国勢調査局に拠れば、郡域全面積は592平方マイル (1,530 km2)であり、このうち陸地576平方マイル (1,490 km2)、水域は15平方マイル (39 km2)で水域率は2.55%である。

### 観光地

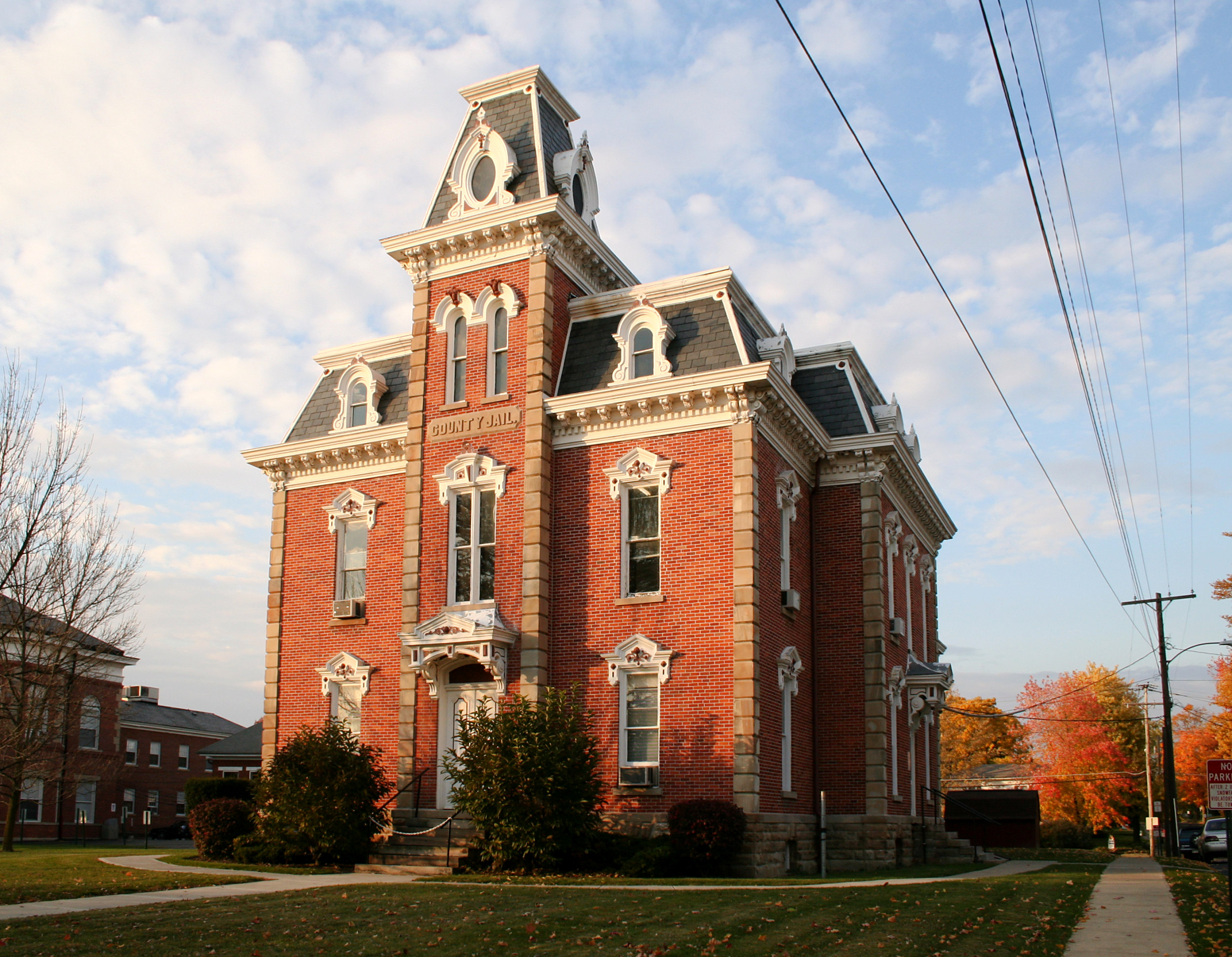
旧モロー郡監獄

- 第二次世界大戦の勝利のシャフトという記念碑、国内でも特異なものであり、マウントギリアド村中心街の中央にある
- マウントギリアド州立公園
- アーミッシュの農園と企業、ジョンズビルとチェスタービル近くにある
- ミッドオハイオ・レーストラック、スティームコーナーズ近くにある
- アルゲイニー台地、郡東部
- ウォレン・ハーディングの生家、ブルーミンググローブ近く
- オハイオ・セントラル・カレッジがあった場所、イベリア
- チェスタービルの19世紀建物群
- アメリカ独立戦争兵士記念碑、マウントギリアド村
- 南北戦争記念碑、カーディントン
- モロー郡庁舎と旧監獄、19世紀建築、マウントギリアド村

### 隣接する郡
- クロウフォード郡 - 北
- リッチランド郡 - 北東
- ノックス郡 - 南東
- デラウェア郡 - 南西
- マリオン郡 - 西

## 人口動態
以下は2000年国勢調査による人口統計データである。
| 基礎データ - 人口: 31,628人 - 世帯数: 11,499 世帯 - 家族数: 8,854 家族 - 人口密度: 30人/km2（78人/mi2） - 住居数: 12,132軒 - 住居密度: 12軒/km2（30軒/mi2） 人種別人口構成 - 白人: 98.37% - アフリカン・アメリカン: 0.27% - ネイティブ・アメリカン: 0.30% - アジア人: 0.15% - その他の人種: 0.18% - 混血: 0.74% - ヒスパニック・ラテン系: 0.58% 年齢別人口構成 - 18歳未満: 27.3% - 18-24歳: 7.6% - 25-44歳: 29.3% - 45-64歳: 24.3% - 65歳以上: 11.5% - 年齢の中央値: 36歳 - 性比（女性100人あたり男性の人口） - 総人口: 99.4 - 18歳以上: 98.0 | 世帯と家族（対世帯数） - 18歳未満の子供がいる: 35.6% - 結婚・同居している夫婦: 64.6% - 未婚・離婚・死別女性が世帯主: 8.1% - 非家族世帯: 23.0% - 単身世帯: 19.0% - 65歳以上の老人1人暮らし: 7.9% - 平均構成人数 - 世帯: 2.72人 - 家族: 3.09人 収入と家計 - 収入の中央値 - 世帯: 40,882米ドル - 家族: 45,747米ドル - 性別 - 男性: 33,129米ドル - 女性: 22,454米ドル - 人口1人あたり収入: 17,830米ドル - 貧困線以下 - 対人口: 9.0% - 対家族数: 6.6% - 18歳未満: 12.4% - 65歳以上: 7.1% |

## 郡区

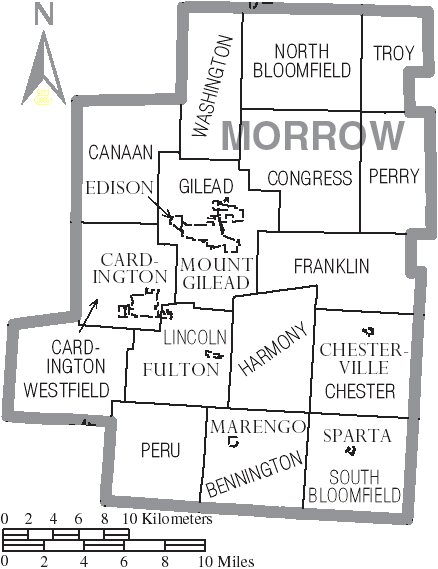
モロー郡図

モロー郡は下記16の郡区に分割されている。
| - ベニントン - カナーン - カーディントン - チェスター | - コングレス - フランクリン - ギリアド - ハーモニー | - リンカーン - ノースブルームフィールド - ペリー - ペルー | - サウスブルームフィールド - トロイ - ワシントン - ウェストフィールド |

### 村
| - カーディントン - チェスタービル - エディソン - フルトン | - マレンゴ - マウントギリアド - 郡庁所在地 - スパータ |

### 未編入の町
| - ブルームフィールド - ブルーミンググローブ - クライマックス - デンマーク - ファーゴ - イベリア - ジョンズビル | - ジャグスコーナーズ - ノースウッドベリー - ペンラン - プラスキビル - ラッセル - ショーク - ショータウン | - サウスウッドベリー - セントジェイムズ - バリスコーナーズ - ウェストフィールド - ウェストリバティ - ウェストポイント - ウィリアムズポート |